# 寿都温泉
寿都温泉（すっつおんせん）は、北海道寿都郡寿都町にある温泉。湯別温泉とも称する。

## 泉質
2種類の泉質を有する。
- ナトリウム・カルシウム塩化物泉（高張性中性高温泉）[3]
  - 源泉温度 43.6℃
  - 湧出量毎分113リットル
  - PH 7.2
  - 蒸発残留物 19.01g/kg
  - 無色透明

- 含硫黄-カルシウム・ナトリウム-塩化物温泉（アルカリ性低張性温泉）[2]
  - 源泉温度 35.6℃
  - PH 8.8
  - 蒸発残留物 3.792g/kg
  - 無色透明

## 温泉街
- 町営の日帰り入浴施設「寿都温泉ゆべつのゆ」が存在する。
- 近隣は風力発電が盛んであり、日帰り入浴施設のそばにも風力発電施設が存在する。

## 歴史
- 寿都町史には、1880年（明治13年）に「湯別野温泉開発」と記録されており、国が初めて全国の温泉情報をまとめた「日本鉱泉誌（1886年）」にも「湯別温泉」の記録がある。かつては湯治場として利用されていた[1]。
- 開湯は1992年（平成4年）である。1100メートルボーリングを実施して源泉開発を行った。
- 開湯当初は仮設の設備のみであったが、1995年（平成7年）に日帰り入浴施設が完成した。

## アクセス
- ニセコバス雷電線（岩内ターミナル - 寿都ターミナル）または長万部線・黒松内線（長万部駅・黒松内駅 - 寿都ターミナル）にて「ゆべつのゆ」下車[4]